# Adolphe VII de Holstein-Schaumbourg
Adolphe VII de Holstein-Schaumbourg, né en 1297 et mort en 1353, est le fils ainé d'Adolphe VI et de son épouse Hélène de Saxe-Lauenbourg. Il règne sur le comté de Holstein-Pinneberg, et le comté de Schaumbourg de 1315 à 1353. Son fils aîné, Adolphe VIII, lui succède dans ses domaines.

## Unions et descendance
Il épouse en premières noces Hedwige de Schwalenberg ; sans descendance.
En secondes noces, il épouse en 1332 Heilwige de Lippe († ap. 5 mars 1369), fille de Simon Ier. De cette union naissent :
- Adolphe VIII († 1370), comte de Holstein-Schaumbourg (1354-1370) ;
- Gérard († 1366), évêque de Minden ;
- Simon († 1361), archidiacre à Osen ;
- Otto Ier (v.1330 - † 1404) ; il épouse le 25 juin 1368 Mechtilde de Brunswick-Lunebourg († vers 1410) ;
- Bernhard († 1419), chanoine à Hambourg ;
- Heilwig ;
- Adelheid, qui épouse Henri IV de Sternberg († vers 1385), comte de Sternberg ;
- Mechtild, qui devient nonne.